# Donje Ogorje
Donje Ogorje je naselje u općini Muć, u Splitsko-dalmatinskoj županiji. 

## Zemljopis
Naselje se nalazi istočno od Bračevića i zapadno od Gornjeg Ogorja.

## Ime
Ekonim "Donje Ogorje" se sastoji od pridjeva u srednjem rodu "donje" i imenice "ogorje".
Prvi član ekonima, "donji", je pridjev izveden od imenice dol (manja dolina; udolina) i znači onaj koji je smješten dolje, u dolu, u dolini.
"Ogorje" potječe od riječi gora. Kraj iza gore, u ovom slučaju iza Petrove Gore, kako se nekada zvao Moseć, naziva se Zagorje, kako se zvala srednjovjekovna hrvatska županija. Područje s njezine suprotne strane naziva se Podgorje odnosno Ogorje, pri čemu prefiks "o" ispred "gorje" daje značenje prostora u gori, oko gore ili između gora. Ovo potvrđuje i činjenica da se Ogorje selo i Ogorje predio nalaze između Svilaje na sjeveru i Moseća na jugu.
U prošlosti, primjerice u venecijanskom zemljišniku iz 1711. godine, današnje područje Ogorja (Donjeg i Gornjeg) je upisivano s nazivom Podgorje.

## Povijest
U vrijeme francuske vlasti u Dalmaciji (1806. – 1814.), Ogorje je postalo središte jedne od šest serdarija Splitskog okruga (ostalih 5 su bili: Split, Klis, Sinj, Voštane, Trogir i otoci). Serdarija Ogorje je obuhvaćala sljedeća naselja: Vinovo, Pribude, Čvrljevo, Mala Milešina, Velika Milešina, Ramljane, Utore Gornje, Utore Donje, Visoka, Divojevići, Radunić, Crivac i Nisko.
Nakon velike pobune Ogorana protiv francuske vlasti 1809. godine središte arrondissementa premješteno je u Ramljane. 

## Stanovništvo
| broj stanovnika | 361   | 502   | 328   | 362   | 423   | 472   | 472   | 544   | 472   | 475   | 404   | 323   | 240   | 154   | 114   | 116   | 107   |
|                 | 1857. | 1869. | 1880. | 1890. | 1900. | 1910. | 1921. | 1931. | 1948. | 1953. | 1961. | 1971. | 1981. | 1991. | 2001. | 2011. | 2021. |

## Poznati stanovnici
- Luka Rađa - svećenik
- Tonči Kerum - karikaturist
- Željko Kerum - gospodarstvenik i političar
- Tihomil Rađa - političar, pol. emigrant[4]
- Dino Rađa - košarkaš
- Senka Bulić - glumica
- Goran Karan - pjevač
- Ivica Mornar - nogometaš